# Дібрівське (Звягельський район)
Дібрі́вське — село в Україні, у Чижівській сільській територіальній громаді Звягельського району Житомирської області. Населення становить 34 особи (2001).

## Історія
На 1911 рік Дубрівка, колонія Новоград-Волинського повіту Волинської губернії. Відстань від повітового міста 9 верст, від волості 14. Дворів 83, мешканців 546.
До 3 серпня 2016 року село входило до складу Красилівської сільської ради Новоград-Волинського району Житомирської області.